# Eucalathis rugosa
Eucalathis rugosa är en armfotingsart som beskrevs av Cooper 1973. Eucalathis rugosa ingår i släktet Eucalathis och familjen Chlidonophoridae. Inga underarter finns listade i Catalogue of Life.